# Андриевич, Каленик
Андриевич Каленик (укр.  Андрієвич Каленик, в русских летописях  Ондреев Коленик ) — украинский военный и политический деятель, Гетман Запорожского Войска 1609—1610 и 1624—1625 годах.

## Биография
Данные о дате и месте рождения Каленика Андриевича отсутствуют.
Известно, что в 1610 году он возглавлял отряд казаков, который входил в состав польских войск, и участвовал в осаде Смоленска во время Смоленской кампании 1609—1610 годов.
В августе 1609 года впервые упоминается как гетман.
В октябре 1624 года был повторно избран гетманом реестрового войска и находился в этой должности по январь 1625 года.
3 января 1625 года заключил союз с Крымским ханством.
Андреевич добивался для казаческой старши́ны равных прав с польской шляхтой и предоставления автономии Войску Запорожскому. Также отстаивал интересы православной церкви на Украине. Поддерживал отношения с киевским митрополитом И. Борецким.
В январе 1625 года отправил в Варшаву на сейм казацкую делегацию (посольство) во главе с Яковом Остряниным, с которой передал личное письмо, где добивался устранения притеснения православной церкви. Посольство не имело успеха, вследствие чего Андриевич был смещён с поста гетмана и на его место выбрали Марко Жмайло, который поднял восстание против Речи Посполитой.
Дальнейшие сведения об Андриевиче отсутствуют.